# ヴェロニカ・モラーフコヴァー
ヴェロニカ・モラーフコヴァー（チェコ語: Veronika Morávková、1983年1月22日 - ）は、チェコスロバキア出身、チェコの女性アイスダンス選手。パートナーはイジー・プロハースカ。
2001-02年及び2001-03年シーズンチェコフィギュアスケート選手権優勝、世界フィギュアスケート選手権、ヨーロッパフィギュアスケート選手権チェコ代表。

## 経歴
1983年チェコスロバキア・パルドゥビツェに生まれ6歳でスケートを始める。
女子シングルの選手を経て、2000年にブルノのイジー・プロハースカのアイスダンスパートナーとなる。2001-02年シーズンにはチェコ選手権で優勝し世界選手権、ヨーロッパ選手権に出場したが、ソルトレイクシティオリンピック代表はより競技実績を持つカテジナ・コヴァロヴァー / ダヴィト・シュルマン組に譲る。翌シーズンまでチェコの第一人者として活躍し、怪我の悪化から競技を引退した。

## 主な戦績

### アイスダンス
| 大会/年          | 2000-01 | 2001-02 | 2002-03 |
| ---------------- | ------- | ------- | ------- |
| 世界選手権       |         | 18      | 16      |
| ヨーロッパ選手権 |         | 16      | 13      |
| チェコ選手権     | 2       | 1       | 1       |
| GP ボフロスト杯  |         |         | 7       |
| シェーファー記念 |         | 5       |         |
| ネペラ記念       |         | 2       | 2       |
| ネーベルホルン杯 |         | 8       | 5       |

#### 詳細
| 2002-2003 シーズン |                                                          |    |    |    |      |
| 開催日             | 大会名                                                   | CD | OD | FD | 結果 |
| 2003年3月24日-30日 | 2003年世界フィギュアスケート選手権（ワシントンD.C.）     | 8  | 16 | 16 | 16   |
| 2003年1月20日-26日 | 2003年ヨーロッパフィギュアスケート選手権（マルメ）       | 13 | 12 | 13 | 13   |
| 2002年11月8日-10日 | ISUグランプリシリーズ ボフロスト杯（ゲルゼンキルヒェン） | 7  | 7  | 7  | 7    |
| 2002年9月26日-29日 | オンドレイネペラメモリアル（ブラチスラヴァ）             | 1  | 1  | 2  | 2    |
| 2002年9月3日-6日   | ネーベルホルン杯（オーベルストドルフ）                   | 5  | 5  | 5  | 5    |

### 女子シングル
| 大会/年      | 1998-99 |
| ------------ | ------- |
| チェコ選手権 | 5       |